# Zana Aliu
Zana Aliu este o cântăreață și compozitoare din Republica Macedonia. În anul 2006 a reprezentat Republica Macedonia la Eurovision Junior 2006.